# Лукаш Монета
Лукаш Монета (пол. Łukasz Moneta, нар. 13 травня 1994, Ратибор) — польський футболіст, півзахисник клубу «Рух» (Хожув). Виступав, зокрема, за «Легію», а також молодіжну збірну Польщі.

## Клубна кар'єра

### Ранні роки
Народився 13 травня 1994 року в місті Ратибор, в районі Бжезі-над-Одрою. Часто їздив до Водзіслав-Шльонського, на матчі «Одри» (Водзіслав-Шльонський), за яку разом з родиною вболівав.
Футбольну кар'єру розпочинав у клубах ЛКС (Бжезьє), «Унія» (Ратибор), ЛКС 1908 (Недзя). У 2012 році став гравцем третьолігового клубу ЛЗС (Лесниця), за який дебютував 11 серпня того ж року в поєдинку проти БКС (Бельсько-Бяла). Виступав у футболці клубу з Лесниці під 6-м номером.

### «Легія» (Варшава)
Наступним клубом у кар'єрі Лукаша стала варшавська «Легія», з якою він підписав контракт у 2013 році. Однак на дебют у першій команді чекав до 2014 року, до фіналу Суперкубку Польщі проти «Завіші» (Бидгощ). До цього часу виступала за третьолігову резервну команду «Легії». Під час сезону 2014/15 років виступав у 1-річну оренду в першоліговому клубі «Вігри» (Сувалки), за яку дебютував 8 березня 2015 року в поєдинку проти «Погоні» (Седльці). 

### «Рух» (Хожув)
У січні 2016 року став гравцем «Руху» (Хожув). Дебютував за хожувський клуб 2 березня 2016 року, а дебютним голом відзначилася 24 жовтня того ж року проти «Корони» (Кельце).

### Повернення до «Легії»
4 липня 2017 року було оголошено, що варшавська «Легія» скористається своїм правом першочергового викупу Монети з «Руху» (Хожув). Зіграв у 5-и матчах першої команди, серед яких 3 матчі в кубку Польщі та 2 поєдинки в кваліфікації Ліги чемпіонів.

### «Заглембє» (Любін)
У січні 2018 року відправився в оренду до «Заглемб'є» (Любін) до завершення сезону 2018/19 років.

### «Битовія»
До складу клубу «Битовія» приєднався 2019 року, який виступає у Першій лізі Польщі. Станом на 7 березня 2019 року відіграв за команду з Битіва 1 матч у національному чемпіонаті.

### ГКС (Тихи)
26 липня 2019 року підписав контракт з клубом ГКС (Тихи) терміном до 30 червня 2021 року.

### «Стоміл» (Ольштин)
5 липня 2021 року підписав угоду на один рік з командою «Стоміл» (Ольштин).

### Повернення до «Руху»
Влітку 2022 року повернувся до клубу «Рух» (Хожув), кольори якого наразі і захищає.

## Виступи за збірну
Вперше був викликаний до молодіжної збірної Польщі головним тренером Марцином Дорною на поєдинки проти Фінляндії та Білорусі (23 та 26 березня 2016 року). Півзахисник «Руху» (Хожув) під час цих поєдинків увійшов до списку бомбардирів польської «молодіжки». Загалом же у складі молодіжної збірної Польщі зіграв у 9 офіційних матчах, відзначився 2 голами.

## Статистика виступів

### Клубна
(Станом на 5 травня 2017)
| Клуб                 | Сезон   | Ліга        | Ліга  | Ліга | Кубок Польщі | Кубок Польщі | Загалом | Загалом |
| Клуб                 | Сезон   | Ліга        | Матчі | Голи | Матчі        | Голи         | Матчі   | Голи    |
| -------------------- | ------- | ----------- | ----- | ---- | ------------ | ------------ | ------- | ------- |
| ЛЗС (Лесниця)        | 2012/13 | III ліга    | 28    | 8    | -            | -            | 28      | 8       |
| «Легія II» (Варшава) | 2013/14 | III ліга    | 27    | 5    | -            | -            | 27      | 5       |
| «Легія» (Варшава)    | 2014/15 | Екстракляса | 2     | 0    | 0            | 0            | 2       | 0       |
| «Легія II» (Варшава) | 2014/15 | III ліга    | 13    | 4    | -            | -            | 13      | 4       |
| «Вігри» (Сувалки)    | 2014/15 | I ліга      | 14    | 2    | 0            | 0            | 14      | 2       |
| «Вігри» (Сувалки)    | 2015/16 | I ліга      | 19    | 3    | 2            | 0            | 21      | 3       |
| «Рух» (Хожув)        | 2015/16 | Екстракляса | 13    | 0    | 0            | 0            | 13      | 0       |
| «Рух» (Хожув)        | 2016/17 | Екстракляса | 26    | 3    | 2            | 0            | 28      | 3       |
| Загалом              | Загалом | Загалом     | 142   | 25   | 4            | 0            | 146     | 25      |

## Досягнення
«Легія» (Варшава)
- Кубок Польщі
  -  Володар (1): 2017/18